# 归结原则
归结原则，又称为海涅(Heine)定理，即：设 {\displaystyle f(x)} 在 {\displaystyle x_{0}} 的某空心邻域内有定义，那么{\displaystyle f} 在 {\displaystyle x_{0}} 处有极限 {\displaystyle l} 的充分必要条件是: 对于任何一个收敛于 {\displaystyle x_{0}} 的数列 {\displaystyle \{x_{n}\neq x_{0}:n=1,2,3,\dots \}}, 数列 {\displaystyle \{f(x_{n})\}} 有极限 {\displaystyle l}。